# 托塔 (博亞卡省)
托塔是哥倫比亞的城鎮，位於該國東北部，由博亞卡省負責管轄，距離索加莫索40公里，始建於1535年，面積314平方公里，海拔高度2,780米，2005年人口5,531。
5°34′N 72°59′W / 5.567°N 72.983°W